# Группа «Коммитментс»
«Группа „Коммитментс“», (англ. The Commitments) — кинофильм режиссёра Алана Паркера.

## Сюжет
У безработного меломана Джимми Рэббита возникла блестящая идея: собрать ансамбль, исполняющий музыку в стиле соул, в Барритауне, бедном районе северного Дублина. Сперва в группе были только два гитариста, к ним присоединились вокалист Деко и стареющий трубач Джоуи, переигравший до этого со всеми знаменитостями, не исключая группы «Битлз», а затем Джимми разыскал трёх бэк-вокалисток практически в своём дворе. Песня за песней, концерт за концертом — группа «Коммитментс» начинает своё восхождение к вершине. В Дублине появляется свой соул. Но внутренние проблемы в коллективе тоже есть: Деко невыносим, Джоуи бабник, а Джимми может просто надоесть. В итоге группа распадается в момент своего восхождения на пик популярности, сразу же после того, как была упомянута в печати как надежда ирландского рока в одной строке с U2 и Шинейд О’Коннор.

## В ролях
Роберт Аркинс, Майкл Ахерн, Анджелин Болл, Мария Дойл-Кеннеди.

## Награды и номинации
| Премия                         | Категория                         | Номинант                                                          | Результат |
| ------------------------------ | --------------------------------- | ----------------------------------------------------------------- | --------- |
| «Оскар»                        | Лучший монтаж                     | Джерри Хэмблинг                                                   | Номинация |
| «Золотой глобус»               | Лучший фильм — комедия или мюзикл |                                                                   | Номинация |
| BAFTA                          | Лучший фильм                      | Роджер Рэндалл-Катлер, Линда Майлз, Алан Паркер                   | Победа    |
| BAFTA                          | Лучший режиссёр                   | Алан Паркер                                                       | Победа    |
| BAFTA                          | Лучшая мужская роль второго плана | Эндрю Стронг                                                      | Номинация |
| BAFTA                          | Лучший адаптированный сценарий    | Дик Клемент, Иэн Ла Френе, Родди Дойл                             | Победа    |
| BAFTA                          | Лучший монтаж                     | Джерри Хэмблинг                                                   | Победа    |
| BAFTA                          | Лучший звук                       | Клайв Уинтер, Эдди Джозеф, Энди Нельсон, Том Перри, Стив Педерсон | Номинация |
| Премия Гильдии сценаристов США | Лучшая адаптированный сценарий    | Дик Клемент, Иэн Ла Френе, Родди Дойл                             | Номинация |